# 트라이앵글 (2007년 영화)
트라이앵글(鐵三角: The Iron Triangle)은 홍콩에서 제작된 서극, 임영동, 두기봉 감독의 2007년 액션 영화이다. 임달화 등이 주연으로 출연하였다.

## 출연

### 주연
- 임달화
- 고천락
- 임희뢰
- 순홍레이
- 임가동